# Astracantha
Astracantha là một chi thực vật có hoa trong họ Đậu.